# PGLang
PGLang (reso graficamente pgLang, acronimo di Program Language) è un società indipendente di comunicazione creativa multidisciplinare, specializzata nel settore musicale e di produzione di supporti visivi, fondata da Kendrick Lamar e Dave Free nel 2020.

## Storia
Kendrick Lamar e Dave Free si sono conosciuti ai tempi delle scuole superiori e da lì hanno iniziato una serie di collaborazioni in diversi campi. Entrambi hanno firmato un contratto con la Top Dawg Entertainment negli anni 2000, con Free che ne è diventato successivamente il co-presidente e Lamar che ne è diventato azionista di minoranza; inoltre i due, sotto la TDE, hanno formato il duo di direzione di video musicali Little Homies. Free ha lasciato la Top Dawg nel 2019 per lavorare indipendentemente con il rapper Baby Keem, mentre il contratto di Lamar è terminato nel 2022 in seguito alla pubblicazione del suo quinto album in studio Mr. Morale & the Big Steppers.
Lamar e Free hanno fondato formalmente PGLang il 5 marzo 2020, annunciando attraverso un comunicato ufficiale:
Con un altro comunicato stampa, Free ha chiarito che PGLang "non è un'etichetta discografica, uno studio cinematografico o una casa editrice", affermando che fosse "qualcosa di nuovo" e definendola una "compagnia di comunicazioni", spiegando: "raccontiamo storie; comunichiamo tra artisti e istituzioni; comunichiamo che il gusto è intercambiabile tra campi". Free ha insistito sulla corretta definizione di PGLang, affermando che questa permettesse alla società di essere ambigua, elemento fondamentale per dare a lui e Lamar "più spazio per crescere e sperimentare".
Il 13 gennaio 2021 PGLang ha lanciato una campagna pubblicitaria per la casa di moda Calvin Klein, composta da una serie di cortometraggi diretti da Dave Free e interpretati da Baby Keem, Brent Faiyaz e Travis Bennett, tra gli altri. Il 10 settembre dello stesso anno, il rapper Baby Keem ha pubblicato attraverso PGLang e Columbia Records il suo album in studio di debutto The Melodic Blue, che è stato accolto positivamente dalla critica e ha debuttato al quinto posto della Billboard 200. Family Ties, singolo estratto dall'album e in collaborazione con Kendrick Lamar, ha vinto il Grammy Award alla miglior interpretazione rap.
Il 13 gennaio 2022, Deadline Hollywood ha riportato che Lamar e Free avrebbero prodotto attraverso la PGLang un film commedia in collaborazione con i creatori di South Park Trey Parker e Matt Stone, il quale sarebbe stato reso disponibile il 4 luglio 2025. Il 9 marzo seguente PGLang ha comunicato di avere messo sotto contratto il rapper di Los Angeles Tanna Leone in collaborazione con Def Jam Recordings, distribuendo il suo album di debutto Sleepy Soldier, pubblicato il 27 aprile. Il 2 maggio dello stesso anno la società ha lanciato una sneaker in collaborazione con la Converse, accompagnata da una campagna pubblicitaria nella quale sono apparsi Tanna Leone e Selah Marley.
Il 13 maggio 2022 Lamar ha pubblicato il suo quinto album Mr. Morale & the Big Steppers, ricevendo l'acclamazione della critica, debuttando in vetta alla Billboard 200 e vincendo successivamente il Grammy Award al miglior album rap. La tournée successiva alla pubblicazione del disco, il The Big Steppers Tour, è stata presentata da PGLang in una partnership con Cash App e Amazon Music. In seguito, PGLang ha realizzato una campagna pubblicitaria per Cash App interpretata da Kendrick Lamar e Ray Dalio, la quale ha vinto un Webby Award, l'adattamento cinematografico al brano di Lamar e Taylour Paige We Cry Together e Kendrick Lamar: The Big Steppers Tour, il film concerto finalizzato a documentare la tournée di Lamar rilasciato su Prime Video. Inoltre, PGLang ha collaborato con Spotify e l'organizzazione non governativa ghanese Surf Ghana per la realizzazione di Vibrate Space, uno studio di registrazione per la comunità e un programma di business musicale ad Accra.
PGLang è stata premiata al Festival internazionale della creatività Leoni di Cannes del 2023 in sei categorie, tra le quali quella di società indipendente dell'anno. Durante novembre del 2023, l'azienda ha reso disponibile la sua seconda sneaker in collaborazione con la Converse, con relativa campagna pubblicitaria con Dominic Fike e Baby Keem, e il suo primo telefono in collaborazione con Light Phone. Successivamente, PGLang ha annunciato una partnership quinquennale con Global Citizen per creare e curare Move Afrika: A Global Citizen Experience, il primo grande circuito per tournée musicali in tutto il continente africano.
A gennaio del 2024, PGLang ha prodotto The Button, il cortometraggio promozionale della sfilata della collezione primavera-estate 2024 di Chanel, diretto da Dave Free e la cui colonna sonora è stata curata da Kendrick Lamar.

## Artisti

### Artisti attuali
- Kendrick Lamar (co-fondatore; 2020-)
- Baby Keem (2020-)

### Artisti precedenti
- Tanna Leone (2022-2023)

## Filmografia
- 2022 – We Cry Together - A Short Film, regia di Kendrick Lamar, Dave Free e Jake Schreier[30]
- 2022 – Kendrick Lamar: The Big Steppers Tour, regia di Mike Carson, Dave Free e Mark Ritchie[31]
- 2024 – The Melodic Blue, regia di Savannah Setten[32]
- 2025 – TBA, regia di Trey Parker[33]

## Premi e riconoscimenti
- Webby Awards[34]
  - 2023 – Miglior video sceneggiato per That's Money con Cash App
- Festival internazionale della creatività Leoni di Cannes[35][36]
  - 2023 – Candidatura per miglior video con effetti visivi per The Heart Part 5 (Bronzo)
  - 2023 – Candidatura alla miglior partnership per Balcony con Cash App (Bronzo)
  - 2023 – Candidatura alla miglior direzione per Balcony con Cash App (Bronzo)
  - 2023 – Miglior direzione per We Cry Together - A Short Film (Grand Prix)
  - 2023 – Miglior cinematografia per We Cry Together - A Short Film (Oro)
  - 2023 – Agenzia indipendente dell'anno